# Дальние Сормы
Да́льние Со́рмы (чув. Анат Сурӑм) — деревня в Канашском районе Чувашской Республики. Входит в состав Кошноруйского сельского поселения.

## География
Находится в центральной части Чувашии, на расстоянии приблизительно 15 км по прямой на север-северо-запад от районного центра города Канаш у автомагистрали А-151.

## История
Упоминалась с XVII века. В 1782 году было учтено 83 мужчины, в 1795 — 33 двора, 200 жителей, в 1859 — 60 дворов, 309 жителей, в 1897—526 жителей, в 1926—125 дворов, 550 жителей, в 1939—593 жителя, в 1979—391. В 2002 году было 120 дворов, в 2010—101 домохозяйство. В 1931 был образован колхоз «Красное Сормово», в 2010 году действовал ООО «Пинер».

## Население
Постоянное население составляло 325 человек (чуваши 99 %) в 2002 году, 328 в 2010.